# Gabriele Amorth

Gabriele Amorth, met rechts zuster Angela Musolesi, die enkele boeken met hem schreef

Gabriele Amorth (Modena, 1 mei 1925 – Rome, 16 september 2016) was een Italiaans rooms-katholiek priester en exorcist van Rome die tienduizenden duiveluitdrijvingen uitgevoerd zou hebben.
Hij stelde onder meer dat het beoefenen van yoga en het lezen van de boeken over Harry Potter duivelswerk betreft. In 2012 liet hij noteren dat Emanuela Orlandi ontvoerd zou zijn voor seksfeestjes.
- Biblioteca Nacional de España: XX1288776
- Bibliothèque nationale de France: cb124573925 (data)
- Catàleg d'autoritats de noms i títols de Catalunya: 981058520209706706
- Gemeinsame Normdatei: 120537036
- International Standard Name Identifier: 0000 0001 2319 7203
- Library of Congress Control Number: n89620574
- Nationale Bibliotheek van Letland: 000173694
- Bibliotheek van het Japanse parlement: 01097711
- Nationale Bibliotheek van Tsjechië: jo20010087032
- Nationale Bibliotheek van Israël: 987007451424705171
- Nationale Bibliotheek van Polen: a0000001812185
- Nationale en Universitaire bibliotheek Zagreb: 000206258
- Réseau des bibliothèques de Suisse occidentale: 02-A002926509
- Istituto Centrale per il Catalogo Unico: CFIV072344
- Système universitaire de documentation: 033736979
- Virtual International Authority File: 2568619
- WorldCat: E39PBJfh8HRmTTCQ6BpXY9b68C